# علي آغا (إزمير)
ألياجا هي بلدة ومقاطعة في محافظة إزمير، تركيا. يعتمد اقتصاد البلدة على السياحة، تفكيك السفن ومصفاة النفط.